# 味全二軍
味全二軍為中華職棒味全龍的二軍球隊，總教練為張家浩，搭配各司其職的教練團（黃煚隆、羅嘉仁等）分工合作，協助球隊二軍的培訓與狀況調整。

## 歷史
2019年5月13日，味全龍獲得中華職棒聯盟理事會通過而復隊重返職棒，正式成為中華職棒第五支球團。2020年，味全龍隊先參與的二軍例行賽，並於2021年在一軍正式出賽，未列入一軍名單的球員則納入二軍培訓繼續參與中職二軍例行賽，並做為一軍的球員人力補充與傷兵復健調整之用。

## 特殊事蹟
- 職棒31年（2020年）二軍交流盃賽總冠軍
- 職棒31年（2020年）二軍年度總冠軍
- 職棒35年（2024年）二軍年度總冠軍

## 外部連結
- 味全二軍在台灣棒球維基館上的頁面（繁體中文）